# Sandessee
Der Sandessee (in älterer Literatur auch Sonnessee) liegt auf 2370 m Höhe im hinteren Teil des Pflerschtals, welches ein westliches Seitental des Wipptals ist. Wenige Meter vom See entfernt befindet sich die Tribulaunhütte, die daraus ihr Trinkwasser bezieht. Baden ist deshalb im See verboten. Südöstlich des Sees erheben sich der Pflerscher Tribulaun und das Goldkappl. Am südlichen Rand des Kessels um den Sandessee finden sich noch deutlich die Ablagerungsformen eines fossilen Blockgletschers. Die Felsblöcke stammen aus einem Kar in den Vastelgruben (2578 m). Der Sandessee ist heute ein geschütztes Naturdenkmal.